# فاروق الغمراوي
فاروق الغمراوي (2 أكتوبر 1977 -) هو ممثل ومخرج مصري.

## حياته ونشأته
محمد فاروق محمد أحمد الغمراوي من مواليد محافظة الجيزة في 2 أكتوبر 1977 لأب وأم مصريين. حصل على بكالوريوس تجارة عام 2014 تعليم مفتوح، وبدأ العمل الفني 1998. هو حفيد الشاعر الراحل حيرم الغمراوي.

## أعماله المسرحية
- تأليف وإخراج وبطولة مسرحية (طريق النور) وقام بدوري (إبليس ويهوذا الاسخريوطي) علي مسرح الريحاني.[1][3]
- تأليف وإخراج مسرحية (كلام وبس) وقام بها بدور (حاتم) علي مسرح البالون.[1][3]
- قصة وسيناريو وحوار الأمسية الدرامية (ميراث الدم) وقام بها بدور (عمار) إنتاج العجمي للإنتاج الفني.[1]
- تأليف وأشعار وإخراج مسرحية (المرسل إليه مصري).[1][5]
- تأليف وأشعار وإخراج مسرحية (محاكمة الارواح).[1]

## أعماله التليفزيونية
- أبو العروسة (مسلسل عام 2017)  دور بائع موبيليا.[6][7]

- كلبش (مسلسل عام 2017) دور نقيب شرطة.[8][9][10]

- لدينا اقوال أخرى (مسلسل عام 2018) دور محامى.[11]

- لأعلى سعر (مسلسل عام 2017) دور طبيب.[12][13]

- قانون عمر (مسلسل عام 2018) دور صف ضابط.[14]

- الحرباية (مسلسل عام 2017) دور أحد المعزين.[15]

- عيون وصقور (مسلسل إماراتي عام 2019) دور أبو إياد المصرى.[1]
- ميراث الدم (سهرة درامية عام 1990) دور عمار.
- ابن البلد (مسلسل لبناني عام 2019 / 2020) بطولة ثانية.

## أعماله السينمائية
- قلب أمه (فيلم عام 2018) دور طبيب.[16]
- الرجل الأخطر (فيلم عام 2018) دور عميل بالبنك.[17]

## جوائز وتكريم
- حصل علي جائزة احسن شاعر غنائي في مهرجان قذخستان الدولي للسلام 1999/2000.
- جائزة أفضل شاعر من اتحاد كتاب مصر عام 2012.
- تكريمه كمخرج ضمن فعاليات مؤتمر تعزيز دور المرأة في الدراما العربية.[18]

## وصلات خارجية
- فاروق الغمراوي على موقع الدهليز
- فاروق الغمراوي على موقع قاعدة بيانات الأفلام العربية